# Chrostobapta
Chrostobapta là một chi bướm đêm thuộc họ Geometridae.